# Papiro 57
O Papiro 57 ({\displaystyle {\mathfrak {P}}}57) é um antigo papiro do Novo Testamento que contém fragmentos dos capítulos quatro e cinco dos Actos dos Apóstolos (4:36-5:2.8-10).